# Косатка-скрипун

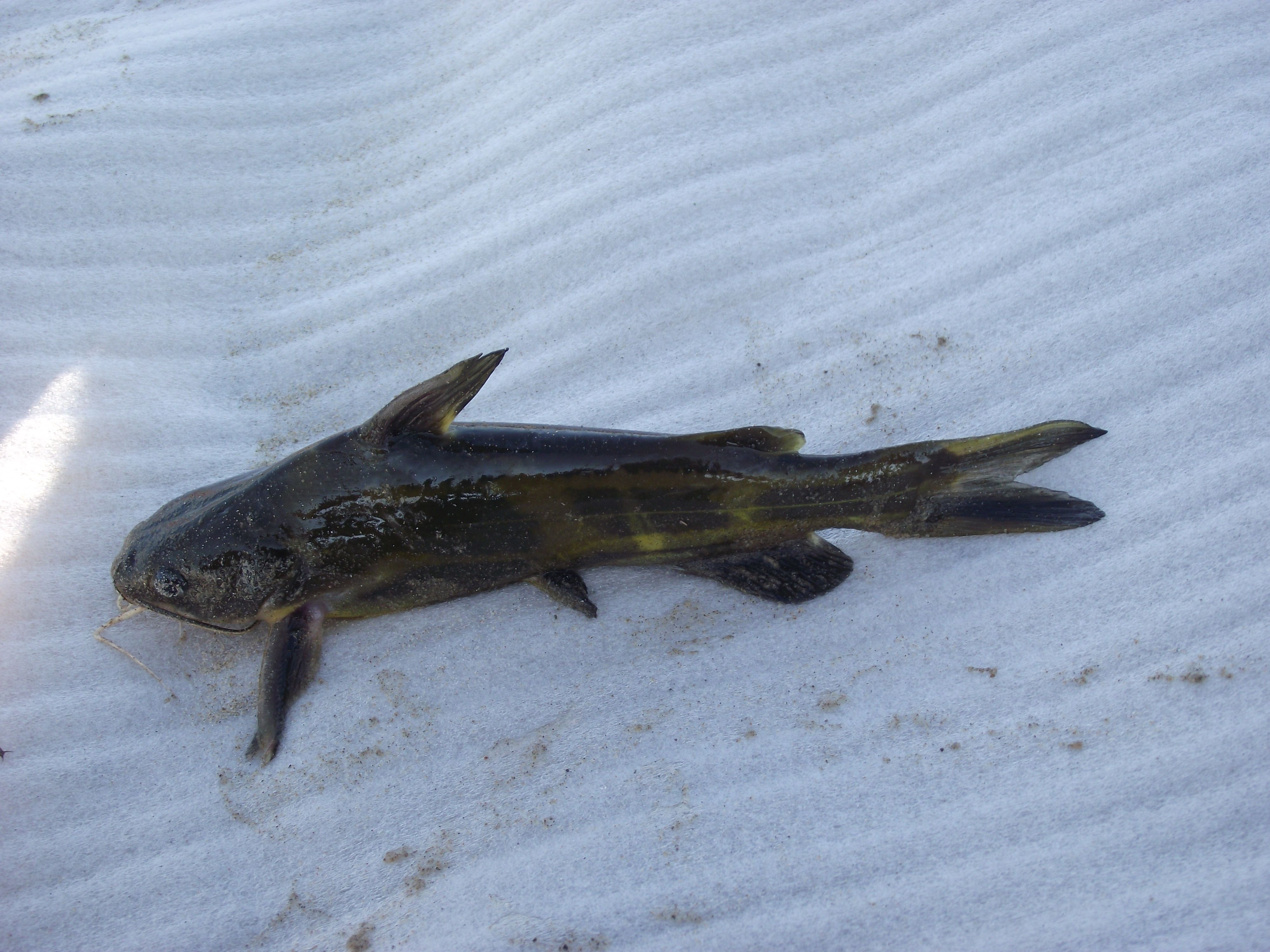
Косатка-скрипун, поймана в Амуре

Коса́тка-скрипу́н (лат. Tachysurus fulvidraco) — вид пресноводных лучепёрых рыб семейства косатковых.
Пойманная и извлечённая из воды косатка издаёт громкие звуки — «скрипит», отсюда и название.

## Описание
Максимальная длина тела 34,5 см. Максимальная продолжительность жизни 5 лет.
Тело удлинённое, лишено чешуи, покрыто слизью. На голове имеются 4 пары усов. В спинном плавнике 1 колючий и 6—7 мягких лучей. Колючий луч слабо зазубрен, его длина несколько меньше длины грудной колючки. В грудной колючке от 7 до 33 зазубрин. В анальном плавнике 16—27 мягких лучей. Длина жирового плавника превышает длину спинного плавника. Позвонков 33—40.
Спина окрашена в зеленовато-чёрный цвет, бока и брюхо жёлтые. По бокам тела хорошо видны тёмные полосы и разводы. По верхней и нижней лопастям хвостового плавника проходят продольные полосы. Интенсивность окраски может изменяться в зависимости от места обитания.
При опасности «растопыривает» колючие шипы, обороняясь от хищников.

## Распространение
Распространены в Лаосе, Вьетнаме, во всех реках Китая, в их равнинном течении. В бассейне реки Амур встречаются от устья до низовий реки Онон. Высокая численность отмечена в бассейне озера Ханка Также обитают на территории Приморского края Находка Оз. Приморское и в реке Артёмовке.
Предпочитают реки со спокойным течением, с песчаным или илистым дном. Также обитают в пойменных озёрах с проточной водой.

## Биология

### Питание
Косатки-скрипуны являются эврифагами. В состав рациона входят воздушные насекомые, бентосные организмы, рыбы. Молодь потребляет личинок воздушных насекомых, преимущественно хирономид.

### Размножение
Половой зрелости достигают в возрасте 3—4 лет. Нерестятся в летнее время с июня до конца июля. Нерест порционный. Самцы строят гнёзда, выкапывая норы в грунте, глубиной до 16 см. Обычно на одном участке реки расположено несколько гнёзд, образующих своеобразную колонию. Самки вымётывают от 2,3 до 11,5 тыс. икринок. Икра жёлтого цвета, диаметром 1,5—2 мм. Самцы охраняют гнездо до 8 суток.

## Хозяйственное значение
Промышленный промысел не ведётся. Однако косатки-скрипуны являются одним из основных объектов любительского рыболовства в бассейне реки Амур. Ежегодный вылов рыбаками-любителями достигает 400—500 тонн.
Ловят косаток летом на донные удочки (закидушки). Приманкой являются дождевые черви или мясо речных моллюсков. Косатка многочисленна настолько, что мелкие особи могут поедать всю наживку, надетую на крючки.
Колючие шипы представляют опасность для рыболова, можно уколоться. Тело рыбы покрыто слизью, человек, уколовшись, может получить воспаление кожи или даже нагноение. Снимают косатку с крючка, осторожно удерживая её двумя пальцами за боковые поверхности верхней колючки. Не рекомендуется бросать улов, где попало (например, на днище лодки, особенно если рыболов не обут).
Перед разделкой обычно срезают колючки ножницами или кусачками.
Косатка не костлява, мясо нежное, обычно варят уху или жарят.